# Manuel Salas Palmer
Manuel Salas Palmer (mort el 13 de juliol de 1898) fou un empresari i polític eivissenc, diputat a les Corts Espanyoles durant la restauració borbònica

## Biografia
El 1870 era propietari de dos vaixells i poc després esdevingué un dels empresaris naviliers més pròspers de Mallorca, així com president de la Salinera Española, fundada el 1871. Fou elegit diputat del Partit Liberal pel districte d'Eivissa a les eleccions generals espanyoles de 1898, però morí poc després. Fou el pare de Manuel Salas i Sureda i el besavi de Pere Salas Garau.